# Phyllocnema lygaea
Phyllocnema lygaea är en skalbaggsart som beskrevs av Schmidt 1922. Phyllocnema lygaea ingår i släktet Phyllocnema och familjen långhorningar. Inga underarter finns listade i Catalogue of Life.